# He-Man como icono LGBT

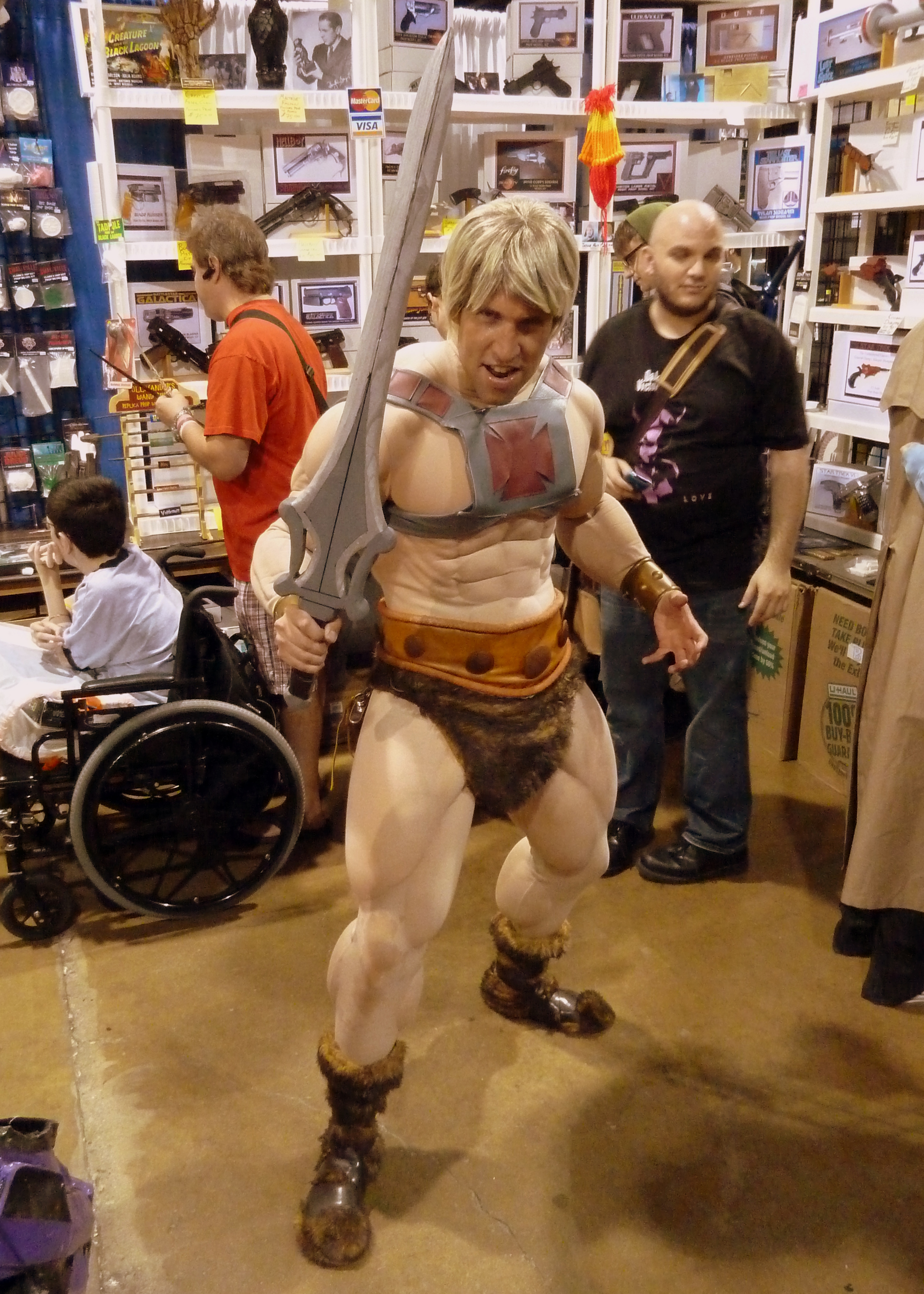
El disfraz de He-Man incluye un arnés, considerado homoerótico en la década de 1980. Este aspecto de la apariencia de He-Man ha sido citado como un ejemplo de codificación queer.

He-Man, un superhéroe ficticio de la franquicia de espada y brujería Amos del Universo creada por Mattel, ha generado frecuentemente interpretaciones queer y discusiones sobre su estatus como icono LGBT. Su primera aparición fue en 1982 en los cómics incluidos con sus figuras de acción. La serie animada de televisión He-Man y los Amos del Universo, emitida de 1983 a 1986, se centró en el personaje y estableció rasgos que permanecerían consistentes en futuras entregas de la franquicia.
Las lecturas homosexuales de He-Man han sido discutidas por críticos culturales y académicos, y también han sido referenciadas en otros medios. Se ha destacado el homoerotismo y el subtexto gay que rodea al personaje. Aunque la serie original se emitió durante un período de supresión pública de la homosexualidad, se han señalado elementos de codificación queer desde la creación de He-Man. Las discusiones se han centrado en su adhesión a varios estereotipos LGBT relacionados con su apariencia física, incluyendo conexiones con subculturas LGBT como la cultura del clon gay. Su doble vida, siendo tanto He-Man como el Príncipe Adam, ha sido vista como reminiscentes de los hombres gay en el armario. También se han destacado sus relaciones con otros personajes masculinos, como Skeletor y Man-At-Arms.
Desde su creación, He-Man se ha convertido en un icono LGBT y ha acumulado un seguimiento LGBT, especialmente entre hombres gay; también se ha señalado su atractivo sexual para este grupo demográfico. Según varios insiders y empleados, Mattel es consciente y receptivo al estatus de He-Man como icono LGBT y su seguimiento en la comunidad LGBT, así como a la percepción del personaje como un hombre gay.

## Contexto
He-Man es el protagonista de la línea de juguetes Amos del Universo, creada por Mattel, con su primera aparición en 1982 en minicómics incluidos con los juguetes. La serie animada He-Man y los Amos del Universo, basada en la línea de juguetes de Mattel, se emitió por primera vez en 1983 y contó con 130 episodios, concluyendo en 1985. La serie estableció a He-Man como el alter ego del Príncipe Adam de Eternia, hijo del Rey Randor y la Reina Marlena. He-Man y sus aliados luchan contra las fuerzas del villano Skeletor para proteger los secretos del Castillo de Grayskull de sus garras.
La serie original se emitió durante la presidencia de Ronald Reagan (1981–1989), período en el que el estudioso de cine Jake Pitre reconoce que los productores intentaron «desactivar cualquier posible lectura queer» de sus dibujos animados. En este sentido, Anthony Gramuglia de Comic Book Resources afirmó que, debido a que los censores a menudo impedían la representación explícita de personajes LGBT, los creadores debían recurrir a la codificación queer, otorgando a los personajes cualidades camp para indicar implícitamente su estatus LGBT.

## Lectura homosexual
Según el profesor Jeffery P. Dennis, los dibujos animados son «inusualmente propensos a subtextos que insinúan o incluso celebran el deseo homosexual», y «a menudo producen una validación tácita de relaciones románticas o domésticas entre personas del mismo sexo, incluso cuando los animadores no tienen tal interés». Dennis dice que incluso en dibujos animados que carecen de una pareja del mismo sexo, los lectores pueden interpretar una identidad queer en un personaje como He-Man, quien «era musculoso y nunca salía con chicas». El profesor Jes Battis también afirmó que la serie original «trataba temas de queeridad y secretismo», mientras que el escritor de Syfy Jordan Zakarin describió la serie como «el programa más gay que jamás se haya emitido en televisión».

### Apariencia
El profesor de literatura Michael G. Cornelius ha argumentado que el homoerotismo es prevalente en la franquicia Amos del Universo, destacando cómo el cuerpo musculoso de He-Man era el foco principal de la franquicia, y estaba altamente cosificado. Cornelius describe el cuerpo de He-Man como reminiscentes del look del clon gay prominente en Estados Unidos cuando se emitió la serie original. La cultura del clon gay se caracterizaba por un look masculino y musculoso, junto con vestimenta de trabajador de cuello azul. Cornelius señaló que tanto la franquicia He-Man como la cultura del clon gay «fetichizaban [...] la forma masculina».
En cuanto a la atención prestada a la forma física masculina, junto con su fetichización, Cornelius ha escrito que dentro de Amos del Universo, el cuerpo actúa como el «significante clave en la construcción de la identidad masculina». De manera similar, en la cultura del clon gay, el cuerpo masculino es visto simultáneamente como «objeto de deseo y objeto de construcción subjetiva», con la cultura del clon gay requiriendo un físico musculoso para «maniobrar exitosamente». Cornelius cree que, aunque probablemente He-Man no fue creado para reflejar estos aspectos de la cultura del clon gay, tanto dicha cultura como la franquicia Amos del Universo muestran ansiedades y deseos sociales similares respecto al cuerpo masculino que difieren del «continuo heteronormativo presente en la sociedad de la época».
En cuanto a aspectos específicos del vestuario del personaje, Cornelius argumenta además que muchos aspectos de los atuendos individuales del Príncipe Adam y He-Man se ajustan a varios estereotipos gay. El diseñador de ropa fetichista David Chlopecki describe al Príncipe Adam como un «tipo muy gay», destacando que lleva licra de color lavanda, rosa y blanca, así como su «corte de pelo de paje rubio». Sam Anderson de Slate (quien describió la serie original como portadora de «homoerotismo accidental») también discutió la ropa de Adam, particularmente sus «pantalones elásticos color lavanda, peludas botas Ugg color púrpura y una blusa rosa sin mangas».
En cuanto a la apariencia del personaje tras transformarse, NPR describió el atuendo de He-Man como algo que contribuyó al subtexto homoerótico del programa, dado su parecido con la subcultura del cuero. Específicamente, las discusiones han destacado el arnés de He-Man, considerado una imagen homoerótica en la década de 1980. En relación con esto, Cornelius señala cómo los Village People modelaron sus atuendos basándose en la cultura del clon gay de Nueva York y argumenta que He-Man, con sus «correas de cuero y ‘ropa interior peluda’», habría «encajado perfectamente».

### Identidad dual
Cuando el Príncipe Adam dice la frase, «Por el poder de Grayskull, yo tengo el poder», se transforma en He-Man, el hombre más fuerte del universo, y obtiene una variedad de habilidades; la frase también permite que su compañero felino, Cringer, se transforme simultáneamente en Battle Cat. Las únicas personas que conocen su identidad secreta son Orko, Duncan / Man-At-Arms y la Hechicera del Castillo de Grayskull, quien le otorgó sus poderes a Adam.
La doble vida del personaje ha sido señalada como portadora de subtexto queer, con The Guardian afirmando que el personaje se volvió «reconocido dentro de la comunidad LGBTQ+» porque «vieron paralelismos» en la vida secreta del Príncipe Adam. Según Battis, la necesidad de Adam de «ocultar su verdadera identidad como [He-Man]» es uno de los aspectos queer clave del programa. Sophia Atkinson de Highsnobiety señaló que su doble vida refleja las «dificultades de vivir como hombre gay».
El periódico británico The Daily Telegraph dijo que la identidad dual del personaje representa la lucha de un hombre por aceptar su sexualidad; el Príncipe Adam está en el armario y tiene un secreto, mientras que He-Man es «abierto y orgulloso». Matt Johnson, para The Johns Hopkins News-Letter, describió la representación de He-Man en la serie como un «tratado apenas velado sobre el estado de la sexualidad masculina gay en los ochenta». Johnson ve a Adam como un hombre gay reprimido sexualmente, en el armario, cuya transformación en He-Man representa sus frustraciones reprimidas al alcanzar su punto máximo.

### Relaciones
Aunque la sexualidad de He-Man nunca ha sido abordada directamente, en diversos medios de la franquicia, el personaje nunca ha mostrado interés romántico por mujeres. La relación de He-Man con Man-At-Arms, uno de los pocos personajes que conoce su identidad secreta, también ha sido descrita como homoerótica. Men's Health ha señalado cómo las relaciones de He-Man con tanto Skeletor como Man-At-Arms contienen una «tensión de si lo harán o no».

## Estatus de icono LGBT

### Fandom gay
El homoerotismo y la homosexualidad implícita de He-Man resultaron en que el personaje y la serie atrajeran a una audiencia queer cuando el dibujo animado se emitió por primera vez, y ahora el personaje es considerado un icono LGBT. Lorenzo Fantoni, de la revista Wired, al describir a He-Man como un «rubio musculoso» que lucha con «hombres peludos y enemigos igualmente musculosos», cree que era inevitable que el personaje se convirtiera en un icono LGBT. El autor y profesor Jarrett Neal describió la serie animada original como una que presentaba tal «iconografía homoerótica descarada [que] Mattel puede [recibir] el crédito por cautivar a toda una generación de hombres gay»; Neal afirmó además que se identificaba con el Príncipe Adam y deseaba alcanzar la «fisicalidad y confianza de He-Man». Men's Health identificó a los hombres gay como uno de los tres grupos principales de coleccionistas adultos de juguetes de He-Man, junto con fisiculturistas y agentes del orden público.

### Atractivo sexual
En conjunto con su estatus como icono LGBT, también se ha reconocido a He-Man como un símbolo sexual para hombres gay. La revista de estilo de vida LGBT Out describió la serie original como «uno de los dibujos animados más gay... de todos los tiempos», escribiendo que la película de 1987 «volvió a una generación entera de chicos al menos un poco gay». Gerald Biggerstaff, de la revista Instinct, describió la serie animada original como muy popular entre los hombres gay que crecieron en las décadas de 1980 y 1990, y que para muchos de ellos, He-Man «propició [sus] despertares gay».
En 2003, los editores de HX Magazine compilaron una lista de series de televisión imprescindibles con protagonistas masculinos atractivos; He-Man fue el único personaje animado en la lista, descrito como el «objeto de todos nuestros sueños húmedos de infancia». La revista británica Gay Times incluyó a He-Man en una lista de personajes de dibujos animados por los que sus editores se sintieron atraídos mientras crecían, destacando la interpretación de Dolph Lundgren en la película de acción en vivo. En la misma publicación, el actor Andrew Hayden-Smith dijo que se dio cuenta de que era gay mientras jugaba con su figura de He-Man de niño, sintiéndose atraído por el físico del personaje, particularmente por sus pectorales.

### Respuesta de los creadores
Según Erika Scheimer, lesbiana e hija del cofundador de Filmation, Lou Scheimer, la compañía dio la bienvenida a artistas gay. Ella dijo que los miembros del estudio «ansiaban verse reflejados en pantalla», a menudo bromeando sobre que He-Man es gay.
Mark Morse, director de marketing global de Mattel de 2008 a 2017, afirmó en 2018 que la idea de representarlo como abiertamente gay en una futura franquicia no había sido discutida en la compañía. Ese mismo año, la compañía lanzó la figura de acción Príncipe Adam Riendo, que «parecía hacer un guiño» a las interpretaciones gay de He-Man. Morse, quien creó los primeros prototipos, afirmó que Mattel quería asegurarse de que la figura no fuera vista como ofensiva para la comunidad LGBT+.
En una entrevista con la revista en línea gay Queerty, Rob David y Tim Sheridan, quienes trabajan en Amos del Universo: Revelación, discutieron el homoerotismo del personaje y su base de seguidores gay. Sheridan, un hombre gay que es uno de los guionistas del programa, cree que los temas de la serie original llevaron a He-Man a fomentar una base de seguidores gay a pesar de no ser abiertamente gay. También dijo que el He-Man de Revelación está codificado de tal manera que su personaje puede ser interpretado de muchas formas, lo que Sheridan cree que puede unir a las personas. Según David, quien es productor ejecutivo de Revelación y Vicepresidente de Contenido Creativo de Mattel, la compañía está «muy cómoda» con la audiencia LGBT de He-Man y la percepción del personaje como hombre gay.

## Influencia en otros medios
ND Stevenson, el creador de la serie de 2018 She-Ra y las Princesas del Poder, también ha llamado a He-Man (junto con She-Ra) un icono LGBT, La base de seguidores LGBT de He-Man es reconocida por haber contribuido a la inclusión de personajes abiertamente queer en el reboot de She-Ra.
En Thirtynothing, de Dan Fishback, una obra de 2011 centrada en artistas gay que murieron y la crisis del SIDA, Fishback discute ver el dibujo animado en su infancia. Los créditos iniciales del programa se muestran, seguidos de imágenes de una manifestación de 1989 organizada por el grupo de defensa contra el SIDA ACT UP. Jayson A. Morrison discute cómo, al hacerlo, Fishback conecta la transformación del Príncipe Adam en el poderoso He-Man al sostener una espada y recitar una frase con individuos LGBT que «obtienen poderes extraordinarios como activistas».
En abril de 2011, David Mason, Brian Moylan y Bradford Shellhammer organizaron el evento de subasta de arte benéfica «Skeletor Saves», cuyos ingresos se destinaron al Ali Forney Center, un centro comunitario LGBT que ayuda a jóvenes LGBT sin hogar. Inspirada en el amor que Mason sentía de niño por la franquicia He-Man y Skeletor, la subasta incluyó el trabajo de diseñadores de moda Helmut Lang y Marc Jacobs. Helen Whithead, escribiendo para la revista canadiense enfocada en LGBT Xtra Magazine, afirmó que el espectáculo de arte permitió a los artistas «explorar el lado sexy y extravagante del homoerótico festival lleno de músculos que es He-Man». Muchas de las obras presentadas en el evento incluyeron representaciones de He-Man en situaciones gay y no aptas para el trabajo (NSFW), incluyendo ser seducido por Skeletor y los dos personajes teniendo relaciones sexuales.
En 2017, la compañía británica Moneysupermarket.com creó un anunció que mostraba a He-Man y Skeletor abrazándose y bailando, lo que Joe Glass de Bleeding Cool describió como «con un toque homoerótico».
Tras el lanzamiento en 2005 de Brokeback Mountain, que se centra en la relación emocional y sexual entre dos vaqueros, se crearon y subieron a YouTube múltiples parodias del tráiler de la película. Según Jennifer Malkowski, estos tráileres falsos «amplifican el subtexto queer» encontrado en las obras, con uno de estos videos titulado «Brokeback Snake Mountain» haciendo referencia a un romance subtextual entre He-Man y Man-At-Arms.